# نوآوری مدل کسب و کار
منظور از نوآوری مدل کسب و کار (به انگلیسی: business model innovation)، جایگزین‌هایی برای مدل تجاری است که محصول یا خدمات را به مشتریان و کاربرانی ارائه می‌دهد که قبلاً در دسترس نبودند. علاوه بر این، فرایند توسعهٔ این جایگزین‌های جدید به عنوان نوآوری مدل تجاری شناخته می‌شود. نوآوری مدل تجاری معرفی یک مدل تجاری جدید به منظور ایجاد ارزش تجاری می‌باشد.
نوآوری مدل تجاری به جستجوی منطق‌های جدید و راه‌های جدید برای ایجاد و جذب ارزش برای سهامداران آن توسط یک شرکت ومی باشد؛ این موضوع اساساً بر یافتن راه‌های جدید برای ایجاد نوسازی و تعریف گزاره‌های ارزشی برای مشتریان، تأمین کنندگان و شرکا تأکید دارد.
یک بررسی آماری جهانی بین بیش از ۴۰۰۰ مدیر ارشد که به تازگی توسط اکونومیست اینتلیجنس یونیت (EIU) انجام شد، نشان داد که اکثریت افراد (%۵۴) مدل کسب کار جدید را به‌عنوان یک منبع مزیت رقابتی در آینده، به محصولات و خدمات جدید ترجیح می‌دهند. تحلیلگران EIU نتیجه‌گیری کردند که «پیام نهایی شفاف است: نحوه انجام کسب و کار توسط شرکت‌ها اغلب به همان اندازه مهم یا مهمتر از آن کاری است که انجام می‌دهند». در یک مطالعه جهانی مشابه که توسط آی‌بی‌ام (IBM) انجام گرفت و در آن با بیش از ۷۵۰ رهبر بخش شرکتی و عمومی در مورد موضوع نوآوری مصاحبه شد، پژوهشگران به این نتیجه رسیدند که «فشارهای رقابتی، نوآوری در مدل کسب و کار را خیلی بیشتر از آنچه انتظار می‌رفت، در فهرست اولویت‌های مدیران عامل بالا برده‌است» اما، این سطح از توجه شاید خیلی تعجب‌آور نباشد چرا که مطالعه آی‌بی‌ام همچنین نشان داد احتمال تأکید شرکت‌هایی که حاشیه‌های عملیاتی‌شان در پنج سال گذشته رشد سریع‌تری از رقبای آن‌ها داشته، روی نوآوری در مدل کسب و کار دو برابر احتمال تأکید آن‌ها روی نوآوری در محصول یا فرایند است. یکی از مدیران عامل توضیح داد که چرا تمرکز شرکت آن‌ها روی نوآوری در مدل کسب و کار رشد داشته‌است
نمونه بارز مدل نوآوری در مدل کسب و کار با تمرکز بر محتوا، شرکت IBM است. این شرکت بعد از بحران مالی شدید در اوایل دهه ۹۰ میلادی این شرکت فعالیت‌های خود را از یک تأمین کننده سخت‌افزار به یک ارائه دهنده خدمات متمرکز کرد. IBM فعالیت‌های جدیدی در زمینه مشاوره، تعمیر و نگهداری فناوری اطلاعات و خدمات راه اندازی کرد. این جابه جایی قابل توجه و مهم بود. در سال ۲۰۰۹ بیش از نیمی از درآمد ۹۶ میلیارد دلاری شرکت از طریق همین فعالیت‌ها به دست آمد؛ بنابراین چهار ارزش اصلی و مرتبط به هم می‌توانند محرک‌های اصلی مدل‌های کسب و کار باشند: جدید و نوظهور بودن، وابستگی یا قفل شدن، روابط مکمل میان فعالیت‌ها و کارایی.

## شش پرسشی که باید قبل از نوآوری در مدل کسب و کار پرسیده شوند[۴]
1. کدام نیازهای ادراک شده را می‌توان از طریق طراحی مدل کسب و کار جدید برطرف کرد؟
2. برای برطرف کردن این نیازهای ادراک شده چه فعالیت‌های بدیعی باید انجام شود؟ (نوآوری محتوایی در مدل کسب و کار)
3. چگونه می‌توان فعالیت‌های لازم را به روش‌های جدید با یکدیگر پیوند داد؟ (نوآوری ساختاری در مدل کسب و کار)
4. هر کدام از فعالیت‌هایی که بخشی از مدل کسب و کار هستند را چه کسی باید انجام دهد؟ آیا شرکت باید آن فعالیت را انجام دهد؟ یا یک شریک؟ یا مشتری؟ تدابیر حاکمیتی جدیدی که می‌تواند این ساختار را امکان‌پذیر کند، چیست؟ (نوآوری حاکمیتی در مدل کسب و کار)
5. چطور از طریق مدل کسب و کار بدیع برای هر کدام از شرکت‌کننده‌ها ارزش خلق می‌شود؟
6. کدام مدل درآمدی با مدل کسب و کار شرکت برای تخصیص بخشی از ارزش کلی که به ایجاد آن کمک می‌کند، همخوانی دارد؟